# Криводаново
Криводаново (рос. Криводаново) — присілок у Большереченському районі Омської області Російської Федерації.
Належить до муніципального утворення Красноярське сільське поселення. Населення становить 128 осіб.

## Історія
Згідно із законом від 30 липня 2004 року органом місцевого самоврядування є Красноярське сільське поселення.

## Населення
| 1926 | 2002 | 2010 |
| ---- | ---- | ---- |
| 364  | ↘264 | ↘128 |